# کریم وصال
عبدالکریم وصال (زادهٔ ۱۳۱۰ خورشیدی در شیراز – درگذشتهٔ ۳۰ بهمن ۱۴۰۰) استاد پیشگام رادیولوژی و عضو پیوسته فرهنگستان علوم پزشکی ایران بود. او که بیش از ۴۰ مقاله در مجلات علمی بین‌المللی دارد، نشان درجه یک دانش را در سال ۱۳۹۱ دریافت کرده‌است.
او تحصیلات متوسطه را در ایران و سپس برای تحصیل به اتریش رفت. وی فارغ فارغ‌التحصیل رشته پزشکی در سال ۱۳۳۶ از دانشگاه مونیخ آلمان بود. وی همچنین موفق به گرفتن تخصص رادیولوژی از دانشگاه برلین شده‌بود.
وصال عضو مؤسس مرکز تحقیقات علوم پرتوی دانشگاه علوم پزشکی شیراز بود. وی در ۳۰ بهمن ۱۴۰۰ درگذشت.